# Løndysse
Der Løndysse ist eine megalithische Grabanlage der jungsteinzeitlichen Nordgruppe der Trichterbecherkultur im Kirchspiel Snostrup in der dänischen Kommune Frederikssund.

## Lage
Das Grab liegt nordwestlich von Lille Rørbæk auf einem Feld. In der näheren Umgebung gibt bzw. gab es zahlreiche weitere megalithische Grabanlagen.

## Forschungsgeschichte
In den Jahren 1875 und 1942 führten Mitarbeiter des Dänischen Nationalmuseums Dokumentationen der Fundstelle durch. Eine weitere Dokumentation erfolgte 1982 durch Mitarbeiter der Forst- und Naturbehörde.

## Beschreibung
Die Anlage besitzt eine ost-westlich orientierte rechteckige Hügelschüttung, zu deren Maßen leicht unterschiedliche Angaben vorliegen. Der Bericht von 1942 nennt eine Länge von 13 m, eine Breite von 8 m und eine Höhe von 1 m. Der Bericht von 1982 nennt eine Länge von 14 m, eine Breite von 8 m und eine Höhe von 1,5 m bzw. 2,9 m. Von der Umfassung sind noch elf oder zwölf Steine erhalten: drei im Norden, vier im Süden, zwei im Westen und drei im Osten (hier ist bei einem die Zuordnung als Umfassungsstein unklar).
Etwa in der Mitte des Hügels befindet sich eine Grabkammer, die als Urdolmen anzusprechen ist. Sie ist nord-südlich orientiert und hat einen rechteckigen Grundriss. Zu den Maßen liegen keine Angaben vor. Die Kammer besteht aus je einem Wandstein an den Langseiten, einem Abschlussstein an der nördlichen Schmalseite und einem Schwellenstein an der südlichen Schmalseite. Auf den Wandsteinen liegt ein großer Deckstein auf.
Der Hügel enthielt ursprünglich eine zweite Grabkammer, die schon vor 1875 vollständig abgetragen worden war. Zu den Maßen, der Orientierung und dem Typ der Kammer liegen keine Angaben vor.